# Vinskvetten
Vinskvetten est un groupe musical norvégien, originaire de Salhus, près de Bergen. Parodie de Salhuskvintetten, le groupe compte sept albums (trois d'entre eux étant certifiés disques d'or), une compilation et deux DVD.
Le groupe est l'un des plus connus dans l'ouest de la Norvège, et la quasi-totalité de leurs ventes de disques ont lieu dans cette région. Le groupe se caractérise par notamment par ses textes qui décrivent avec humour l'environnement des petits villages industriels autour de Bergen.
Après des formations variables au cours des premières années, Vinskvetten se stabilise avec six membres, cinq musiciens et un technicien, vers 1986. Ils restent ensemble jusqu'à la séparation du groupe en 2009 avec le concert No kjem dei tre siste, qui fait salle comble pendant plusieurs mois à Bergen.
En 2012, ils organisent et jouent le concert Me gjer oss aldri à Bergen, qui est un succès,  repris à l'automne 2013. En 2019, le groupe fait son retour avec l'album Dei fem UimotSlåelige.

## Histoire

### Débuts timides (1975–1986)
Les origines de Vinskvetten peuvent être retracées à l'équipe de football de Norna-Salhus en 1975. C'est la première année où le club sportif forme une équipe de football, qui joue à l'époque en 6e division. Bjørn Jensen, Finn Langeland et Karl Atle Knappskog suggèrent aux autres membres de l'équipe de jouer de la musique pour une revue. Juste avant Noël 1975, l'équipe joue sous le nom de « Fotballgutta » avec des chansons en anglais.
Deux ans plus tard, un groupe de l'équipe de football joue de nouveau, cette fois sous le nom de « Salhus Vinskvetten Vodka Cinzano », une parodie du nom du quintette Salhuskvintetten Olkabilamo. Ici, ils interprètent la chanson Fiskarlåt du Salhuskvintetten et leur première chanson originale, Gråtetid, une traduction norvégienne de la chanson Crying Time de Buck Owens. De nombreux joueurs de l'équipe de football abandonnent, mais sept musiciens — Steinar Toft, Knut Langeland, Bjørn Ivar Rusten, Stein Langeland, Karl Atle Knappskog, Bjørn Jensen et Jarle Farestveit — veulent continuer. Ils commencent à travailler sur leurs propres textes, dont certains sont écrits par eux-mêmes et d'autres traduits de l'anglais. À partir de 1978, le groupe présente généralement quatre nouveaux numéros à chaque revue.
Au cours de l'année 1979, le groupe devient plus stable. En mai, ils se produisent pour la première fois en dehors de Salhus, lors d'un bazar à Mjølkeråen. La même année, les répétitions deviennent plus régulières et le groupe organise son propre spectacle de Noël. Le concert s'intitule Stjernedryss et se tenait à Salhushallen. Le programme comprend la chanson I fyr'n, la première que le groupe interprète avec une chorégraphie. Cette chanson devient partie intégrante de leur répertoire pendant de nombreuses années. Vinskvetten s'engage pour un concert en semaine à l'école de commerce en 1980. Cela contribue à les faire connaître en dehors de Bergen et, le même été, ils sont chargés de donner huit concerts à Måløydagene, pour lesquels ils sont payés 3 500 couronnes norvégiennes.
Au printemps 1981, Bjørn Jensen est contacté par Torbjørn Morvik, qui travaille à NRK Hordaland. Le programme Halvsju devait réaliser une émission sur les dialectes, et Jensen est invité à y participer. Il fait également participer le reste de Vinskvetten à l'émission, qui chante Halda på målet, prochaine chanson qui figurera plus tard sur leur premier album Platå. Leur prestation dans Halvsju leur vaut d'être contactés pour participer à l'émission Strandhogg diffusée depuis Fedje. Vinskvetten y interprète la chanson På Fedje e' da godt å vera sur l'air de I fyr'n. Le groupe est remarqué par NRK et, en 1983, est invité à réaliser un programme complet avec Knut Midttun à NRK. Le programme dure dix jours et devient le plus cher que NRK Hordaland ait jamais réalisé ; il n'est cependant pas particulièrement bien accueilli à Marienlyst à cause de l'usage excessif de dialecte. L'émission est diffusée pour la première fois le 30 avril 1984,.
Dans le sillage de la production télévisée, le groupe enregistre son premier single. Celui-ci sort en 1984 et contient les chansons Data-Dagros et I fyr'n. À ce moment, le groupe n'a pas de batteur, et décide d'engager Tor Stokke et Tormod Kayser pour jouer sur le disque.

### Sorties de disques (1987–2008)
En 1987, le groupe commence à travailler sur son premier album. À ce stade, le groupe dispose de plus de 40 chansons susceptibles de figurer sur un album. Quatorze d'entre elles sont sélectionnées, mais deux d'entre elles sont annulées avant l'enregistrement de l'album. L'enregistrement connait de nombreux problèmes et est donc repoussé. Les membres de l'entourage du groupe se demandaient ce qu'il était advenu du disque et se demandaient « Qu'est-il advenu de ce disque ? », ce qui aurait donné à l'album son nom : Platå. Platå sort le 20 octobre 1988, le jour même où Brann joue la finale de la coupe du monde. Pour attirer l'attention sur le lancement à Bergen, ils marchent de Salhus au centre-ville de Bergen avec une version 180 cm de l'album dans un chariot de supermarché. Les ventes du disque sont d'abord lentes, principalement en raison de problèmes de distribution, mais elles reprennent à l'automne 1989 lorsque Vinskvetten obtient un succès radio dans l'ouest de la Norvège avec Fergebilletøren.
Le succès rencontré avec Fergebilletøren les incite à travailler sur un nouvel album, qui commence en 1990, à la fois pour créer des morceaux pour une revue et pour un album. La première décision est de sortir un single pour capitaliser sur le succès de Fergebilletøren. Ein heit ekkel sommarhitt sort le 22 juin 1990. Il s'agit d'une sorte de parodie du tube estival de l'année précédente, Bombadilla Life, du groupe Franklin (également originaire de Bergen), qui n'aura jamais de succès, malgré de nombreuses diffusions à la radio dans l'ouest de la Norvège. L'album est enregistré pendant le nouvel an 1991 et s'intitule På helså laus. Ce disque connait également des problèmes de distribution après sa sortie, mais ceux-ci sont résolus assez rapidement, et l'album devient un succès. Il reste 54 semaines en tête des charts de Hordaland et se vend à 20 000 exemplaires au cours de ses deux premières années sur le marché.
En 1994, le groupe commence à travailler sur son album suivant, intitulé På nye eventyr, qui sort en septembre de la même année. L'album ne se vend pas aussi bien que På helså laus, mais il contient plusieurs des chansons les plus connues du groupe et est, selon Vinskvetten eux-mêmes, l'album dont ils sont le plus satisfaits. Après la sortie de cet album, Vinskvetten a gagné un large public en Norvège occidentale et, en 1996, Eide Forlag publie le livre Helselaust - historien om Salhus Vinskvetten. TV 2 s'intéresse également au groupe de revue, et Vinskvetten fait un épisode test de Jul på Ullaloftet en 1995. Il s'agissait d'un calendrier de l'Avent inspiré du Julekalender. Ils sont rejoints par Wenche Foss en tant que narratrice. TV 2 n'investit pas dans la série, mais deux chansons du projet sortent plus tard sur disque : Julapresangen et Tjo Hei Og Duddeli Dei.
C'est en 1997 que le groupe connaît son plus grand succès. À cette époque, ils abandonnent le nom « Salhus » et sont désormais officiellement connus sous le nom de « Vinskvetten ». Jusqu'alors, le groupe connaît un succès local relativement important, atteignant un public plus large avec le disque Rånnyen og Kveitebollen, qui se vend à plus de 35 000 exemplaires, principalement dans l'ouest de la Norvège, et lui vaut son troisième disque d'or, ce qui amène EMI à s'intéresser au groupe et à lui proposer un contrat. EMI sort le disque Dei Beste en 2000. C'est le seul disque qu'ils sortent chez EMI. Après cela, ils retournent à leur propre label Pilkapala Radio. Dei Beste est, comme son nom l'indique, une compilation, mais contient également deux nouvelles chansons.
De retour sur leur propre label, ils sortent l'album Du sa det va forbi Bi Bi... en 2002. L'album est surtout connu pour son titre, qui est une parodie du Danseband, mais ne se vend pas particulièrement bien. Le disque suivant, et dernier, Stapp-mett, sorti en 2005, ne se vend pas très bien non plus. En revanche, le DVD, également intitulé Stapp-mett, se vend assez bien, bien qu'il ait également connu des problèmes lors de sa sortie,. Il sort en 2006 et contient l'intégralité du concert de revue réalisé dans le cadre du disque, ainsi qu'un documentaire sur le processus entourant le disque et le concert.

### Séparation (2008–2009)
L'automne 2008 voit la première du dernier concert de Vinskvetten, No kjem dei tre siste, qui est présenté au Rick's Theatre à Bergen pendant plusieurs mois et compte plus de 30 000 billets vendus. L'intérêt pour le concert est si grand que la représentation est prolongée plusieurs fois avant que le groupe ne parte finalement pour une petite tournée dans l'ouest de la Norvège. Le concert est publié sous la forme d'un double DVD en 2009. Le DVD est produit en collaboration avec NRK Hordaland et contient également de nombreux anciens enregistrements réalisés par NRK et TV 2 dans le cadre de programmes télévisés. Le titre No kjem dei tre siste est tiré de la chanson Dans på Grasdal, l'une des plus célèbres de Vinskvetten.
Lorsque Vinskvetten se sépare en 2009, il est considéré comme l'un des groupes de revue les mieux établis en Norvège occidentale. Ils vendent environ 20 000 exemplaires de chacun de leurs albums et avaient vendu environ 141 000 disques et 10 000 DVD au moment de leur séparation.

### Retour (depuis 2012)
En novembre 2012, Vinskvetten fait son retour avec le concert Me gjer oss aldri, qui remporte un grand succès, et des représentations supplémentaires sont jouées au printemps et à l'automne 2013. À l'occasion de son quarantième anniversaire en 2015, le groupe organise un concert anniversaire intitulé Livet i Råthåla. La première de ce concert a lieu le 14 octobre 2015.
En 2019, l'album Dei fem UimotSlåelige sort, en même temps que la première du concert Mysteriet på ullalåfte au Rick's de Bergen.

## Discographie

### Albums studio
- 1988: Platå
- 1991: På helså laus
- 1994: På nye eventyr
- 1997: Rånnyen og Kveitebollen
- 2000: Dei Beste]'
- 2002: Du sa det va forbi Bi Bi...
- 2005: Stapp-mett
- 2019: Dei fem UimotSlåelige

### Singles
- 1984 : Data-Dagros / I fyr'n
- 1990 : Ein heit ekkel sommarhitt / Dag-gry i Miladalen
- 2004 : Daiane

### DVD
- 2006 : Stapp-mett
- 2009 : No kjem dei tre siste